# Нортонвілл (Кентуккі)
Нортонвілл (англ. Nortonville) — місто (англ. city) в США, в окрузі Гопкінс штату Кентуккі. Населення — 977 осіб (2020).

## Географія
Нортонвілл розташований за координатами 37°11′11″ пн. ш. 87°27′21″ зх. д. / 37.18639° пн. ш. 87.45583° зх. д. (37.186251, -87.455836).  За даними Бюро перепису населення США в 2010 році місто мало площу 2,90 км², з яких 2,87 км² — суходіл та 0,03 км² — водойми. В 2017 році площа становила 3,09 км², з яких 3,00 км² — суходіл та 0,09 км² — водойми.

## Демографія
Згідно з переписом 2010 року, у місті мешкали 1204 особи в 506 домогосподарствах у складі 347 родин. Густота населення становила 416 осіб/км².  Було 552 помешкання (191/км²).
Расовий склад населення:
| - 96,3 % — білих - 2,0 % — чорних або афроамериканців - 0,6 % — корінних американців - 0,3 % — азіатів |

До двох чи більше рас належало 0,8 %. Частка іспаномовних становила 0,5 % від усіх жителів.
За віковим діапазоном населення розподілялося таким чином: 22,8 % — особи молодші 18 років, 59,8 % — особи у віці 18—64 років, 17,4 % — особи у віці 65 років та старші. Медіана віку мешканця становила 39,8 року. На 100 осіб жіночої статі у місті припадало 93,9 чоловіків;  на 100 жінок у віці від 18 років та старших — 89,0 чоловіків також старших 18 років.
Середній дохід на одне домашнє господарство  становив 37 889 доларів США (медіана — 30 417), а середній дохід на одну сім'ю — 46 578 доларів (медіана — 41 500). Медіана доходів становила 37 917 доларів для чоловіків та 27 188 доларів для жінок. За межею бідності перебувало 25,9 % осіб, у тому числі 32,9 % дітей у віці до 18 років та 18,0 % осіб у віці 65 років та старших.
Цивільне працевлаштоване населення становило 385 осіб. Основні галузі зайнятості: освіта, охорона здоров'я та соціальна допомога — 20,3 %, роздрібна торгівля — 18,2 %, виробництво — 14,5 %.